# Lin Yue
Pour les articles homonymes, voir Lin.
Lin Yue est un plongeur chinois né le 24 juillet 1991 à Chaozhou. Il a remporté la médaille d'or du haut-vol à 10 mètres synchronisé aux Jeux olympiques d'été de 2016 à Rio de Janeiro avec Chen Aisen. Il s'agit de son deuxième titre olympique dans la discipline après celui obtenu en 2008 avec Huo Liang. 
Il a remporté la médaille de bronze au haut-vol individuel à 10 mètres aux Championnats du monde 2007 puis la médaille d'or en synchronisé. Il obtient deux autres titres mondiaux au haut-vol synchronisé en 2009 et 2015.